# Kanton Romilly-sur-Seine
Kanton Romilly-sur-Seine (fr. Canton de Romilly-sur-Seine) je francouzský kanton v departementu Aube v regionu Grand Est. Tvoří ho šest obcí. Zřízen byl v roce 2015.

## Obce kantonu
- Crancey
- Gélannes
- Maizières-la-Grande-Paroisse
- Pars-lès-Romilly
- Romilly-sur-Seine
- Saint-Hilaire-sous-Romilly